# David Fumero
David Fumero, de son nom complet Joseph Sentielo-Fumero, né le 29 décembre 1972 à la Havane (Cuba), est un acteur cubano-américain et ancien top model.

## Filmographie

### Cinéma
- 2007 : Greetings from the Shore : Benicio Aceveda
- 2008 : Manhattanites : Juan
- 2014 : Crazy Bitches : Eddie
- 2019 : A Stone in the Water : Frank

### Courts-métrages
- 2004 : Fate : Sam
- 2005 : Carrie's Choice : Ted
- 2010 : Trio : Sam
- 2018 : Nightmares by the Sea : Pascal
- 2018 : Sac de Merde : Harry

### Télévision

#### Séries télévisées
- 1998-2012 : On ne vit qu'une fois (474 épisodes) : Cristian Vega
- 2008 : New York, section criminelle (saison 7, épisode 12) : Chef
- 2011 : Les Experts : Miami (saison 9, épisode 13) : Armando Salazar
- 2012 : Les Experts : Manhattan (saison 9, épisode 9) : Benny Madera
- 2015-2017 : Power (30 épisodes) : Mike Sandoval
- 2017 : NCIS : Los Angeles (saison 8, épisode 19) : Air Marshal Miguel Salazar
- 2018 : Brooklyn Nine-Nine (saison 5, épisode 15) : Melvin Stermley
- 2018 : Cuban Tales (saison 1, épisode 8) : Ricky
- 2019 : Chicago Fire (saison 7, épisode 19) : John Garrett
- 2019 : Crazy Bitches (6 épisodes) : Eddie
- 2019-2020 : Los Angeles : Bad Girls (16 épisodes) : Jason Calloway
- 2020 : Magnum P.I. (saison 3, épisode 2) : Dante
- 2021 : Généra+ion (saison 1, épisode 10) : Le père de Delilah
- 2024 : S.W.A.T. (saison 8, épisode 2) : Lieutenant Raul Vignisson

#### Téléfilms
- 2017 : Where's Daddy? : Hector
- 2019 : Ma fille dans les bras d'un tueur (Cradle Robber) de Danny Buday : Eric
- 2021 : Sweet Navidad : Victor Flores